# تپه شهر سوخته ۲۱۵
تپه شهر سوخته ۲۱۵ مربوط به هزراه ۳ قبل از میلاد است و در شهرستان زابل، بخش شیب آب، دهستان لوتک، روستای حومه شهر سوخته، ۱۲ک متری جنوب غربی پایگاه باستان‌شناسی شهر سوخته واقع شده و این اثر در تاریخ ۱۵ اسفند ۱۳۸۵ با شمارهٔ ثبت ۱۷۹۴۱ به‌عنوان یکی از آثار ملی ایران به ثبت رسیده است.